# Truncatellina velkovrhi
Truncatellina velkovrhi is een slakkensoort uit de familie van de Vertiginidae. De wetenschappelijke naam van de soort is voor het eerst geldig gepubliceerd in 1995 door Stamol.